# Per Nilsson (voetballer)
Per Jörgen Nilsson (Härnösand, 15 september 1982) is een Zweeds voormalig voetballer die doorgaans als verdediger speelde. Ook zijn jongere broer Joakim is voetballer.

## Carrièrestatistieken
| Seizoen                      | Club                | Land       | Competitie    | Wed. | Goals |
| ---------------------------- | ------------------- | ---------- | ------------- | ---- | ----- |
| 1998                         | IFK Timrå           | Zweden     | Division 4    | 10   | 6     |
| 1999                         | GIF Sundsvall       | Zweden     | Division 1    | 1    | 0     |
| 2000                         | GIF Sundsvall       | Zweden     | Allsvenskan   | 24   | 1     |
| 2001                         | GIF Sundsvall       | Zweden     | Allsvenskan   | 16   | 0     |
| 2001                         | AIK Fotboll         | Zweden     | Allsvenskan   | 7    | 0     |
| 2003                         | AIK Fotboll         | Zweden     | Allsvenskan   | 23   | 1     |
| 2003                         | AIK Fotboll         | Zweden     | Allsvenskan   | 21   | 0     |
| 2004                         | AIK Fotboll         | Zweden     | Allsvenskan   | 15   | 2     |
| 2005                         | Odd Grenland        | Noorwegen  | Tippeligaen   | 22   | 1     |
| 2006                         | Odd Grenland        | Noorwegen  | Tippeligaen   | 24   | 5     |
| 2007                         | Odd Grenland        | Noorwegen  | Tippeligaen   | 12   | 1     |
| 2007/08                      | TSG 1899 Hoffenheim | Duitsland  | 2. Bundesliga | 22   | 0     |
| 2008/09                      | TSG 1899 Hoffenheim | Duitsland  | Bundesliga    | 15   | 0     |
| 2009/10                      | TSG 1899 Hoffenheim | Duitsland  | Bundesliga    | 7    | 0     |
| 2010/11                      | 1. FC Nürnberg      | Duitsland  | Bundesliga    | 19   | 1     |
| 2011/12                      | 1. FC Nürnberg      | Duitsland  | Bundesliga    | 5    | 0     |
| 2012/13                      | 1. FC Nürnberg      | Duitsland  | Bundesliga    | 29   | 6     |
| 2013/14                      | 1. FC Nürnberg      | Duitsland  | Bundesliga    | 20   | 3     |
| 2014/15                      | FC Kopenhagen       | Denemarken | Superligaen   | 17   | 0     |
| 2015/16                      | FC Kopenhagen       | Denemarken | Superligaen   | 4    | 0     |
| 2016/17                      | FC Kopenhagen       | Denemarken | Superligaen   | 0    | 0     |
| Totaal                       | Totaal              | Totaal     | Totaal        | 291  | 24    |
| Bijgewerkt tot 23 maart 2022 |                     |            |               |      |       |

## Interlandcarrière

### Zweden
Op 31 oktober 2013 debuteerde Nilsson voor Zweden in een vriendschappelijke wedstrijd tegen Faeröer (0-0 gelijkspel).
| Interlands van Per Nilsson    | Interlands van Per Nilsson   | Interlands van Per Nilsson   | Interlands van Per Nilsson   | Interlands van Per Nilsson   | Interlands van Per Nilsson   |
| №                             | Datum                        | Wedstrijd                    | Uitslag                      | Soort Wedstrijd              | Doelpunten                   |
| Als speler bij GIF Sundsvall  | Als speler bij GIF Sundsvall | Als speler bij GIF Sundsvall | Als speler bij GIF Sundsvall | Als speler bij GIF Sundsvall | Als speler bij GIF Sundsvall |
| ----------------------------- | ---------------------------- | ---------------------------- | ---------------------------- | ---------------------------- | ---------------------------- |
| 1.                            | 31 januari 2001              | Zweden - Faeröer             | 0 – 0                        | Vriendschappelijk            | 0                            |
| Als speler bij AIK Fotboll    |                              |                              |                              |                              |                              |
| 2.                            | 18 februari 2003             | Noord-Korea - Zweden         | 1 – 1                        | King's Cup                   | 0                            |
| 3.                            | 22 februari 2003             | Noord-Korea - Zweden         | 0 – 4                        | King's Cup                   | 0                            |
| Als speler bij Odd Grenland   |                              |                              |                              |                              |                              |
| 4.                            | 14 januari 2007              | Venezuela - Zweden           | 2 – 0                        | Vriendschappelijk            | 0                            |
| 5.                            | 21 januari 2007              | Ecuador - Zweden             | 1 – 1                        | Vriendschappelijk            | 0                            |
| Als speler bij 1. FC Nürnberg |                              |                              |                              |                              |                              |
| 6.                            | 26 maart 2013                | Slowakije - Zweden           | 0 – 0                        | Vriendschappelijk            | 0                            |
| 7.                            | 3 juni 2013                  | Zweden - Macedonië           | 1 – 0                        | Vriendschappelijk            | 0                            |
| 8.                            | 11 augustus 2013             | Zweden - Faeröer             | 2 – 0                        | Kwalificatie WK 2014         | 0                            |
| 9.                            | 14 augustus 2013             | Zweden - Noorwegen           | 4 – 2                        | Vriendschappelijk            | 0                            |
| 10.                           | 6 september 2013             | Ierland - Zweden             | 1 – 2                        | Kwalificatie WK 2014         | 0                            |
| 11.                           | 10 september 2013            | Kazachstan - Zweden          | 0 – 1                        | Kwalificatie WK 2014         | 0                            |
| 12.                           | 11 oktober 2013              | Zweden - Oostenrijk          | 2 – 1                        | Kwalificatie WK 2014         | 0                            |
| 13.                           | 15 oktober 2013              | Zweden - Duitsland           | 3 – 5                        | Kwalificatie WK 2014         | 0                            |
| 14.                           | 15 november 2013             | Portugal - Zweden            | 1 – 0                        | Kwalificatie WK 2014         | 0                            |
| 15.                           | 19 november 2013             | Zweden - Portugal            | 2 – 3                        | Kwalificatie WK 2014         | 0                            |

## Erelijst

### Individueel
| Nationaal                     |    |      |
| Noors verdediger van het jaar | 1x | 2006 |